# باشگاه ورزشی سالامانکا
اتحادیه دپورتیوا سالامانکا، (تلفظ اسپانیایی: [uˈnjon depoɾˈtiβa salaˈmaŋka]) یک تیم فوتبال تاریخی اسپانیایی مستقر در سالامانکا، در منطقه خودمختار کاستیا و لئون بود.
این باشگاه که در ۹ فوریه ۱۹۲۳ تأسیس شد و با نام مستعار لوس چاروس (Los Charros) شناخته شد، با پیراهن‌های سفید و شورت سیاه بازی می‌کرد و بازی‌های خانگی را در ورزشگاه ال هلمانتیکو برگزار می‌کرد که ۱۷۳۴۱ تماشاگر را در خود جای می‌داد.

## تاریخچه
سالامانکا که در ابتدا توسط دانشجویان ایرلندی تشکیل شد، ابتدا در مسابقات قهرمانی اسپانیا در سال ۱۹۰۷ بازی کرد، قبل از اینکه لیگ رسمی بعداً تأسیس شود. در ۱۶ مارس ۱۹۲۳، در میزهای کافه نوولتی، واقع در پلازا مایور، دیونیزیو ریدروجو پایه‌های رسمی اولیه باشگاه را تنظیم کرد.

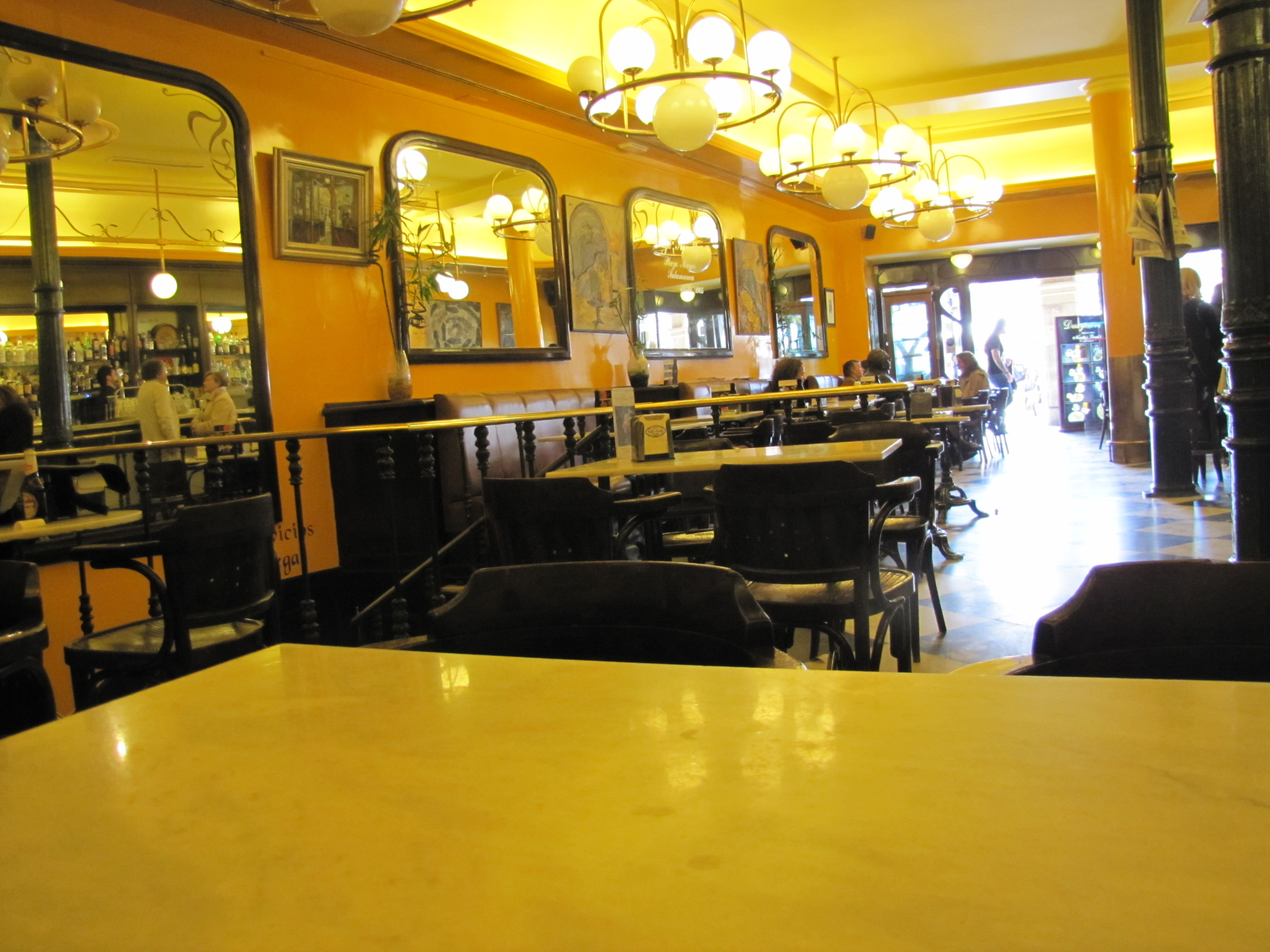
کافه نوولتی. جایی که در سال ۱۹۲۳ پایه‌های تشکیل باشگاه سالامانکا در آن‌جا بنا شد.

فصل ۱۱–۲۰۱۰ رکورد ده شکست متوالی باشگاه را بین دسامبر ۲۰۱۰ و فوریه ۲۰۱۱ و دو تغییر مربیگری به ارمغان آورد و سالامانکا پس از پنج سال به دسته سوم بازگشت. در ۱۸ ژوئن ۲۰۱۳، ۹۰ سال پس از تأسیس، باشگاه به دلیل انباشت بدهی‌های پرداخت نشده منحل شد.